# Transhimalaya
De Transhimalaya (vroeger: Hedingebergte) is een van de vier fysisch geografische zones waaruit de Himalaya bestaat. De Transhimalaya bestaat onder andere uit de bergketens Gangdisê en Nyainqêntanglha in het zuiden van Tibet en de Ladakh Range in het noorden van India. Deze bergketens strekken zich in oost-westelijke richting en worden van de Grote Himalaya gescheiden door de dalen van de Yarlung Tsangpo (in het oosten) en de Indus (in het westen). Ten noorden van de Transhimalaya ligt het Tibetaans Plateau.

## Benaming
De naam werd in de late negentiende eeuw toegekend door de ontdekkingsreiziger Sven Hedin. De bergen liggen vanuit India gezien "voorbij" (trans) de Himalaya.

## Ligging en landschap
De Transhimalaya is meer dan 1600 km lang, met een breedte van 80 km. De bergketen zit vast aan het Tibetaans Plateau en vormt de waterscheiding tussen de Indische Oceaan in het zuiden en de endoreïsche bekkens van Xinjiang in het noorden. Tevens scheidt het gebergte Noord- en Zuid-Tibet.
De bergketen bereikt een gemiddelde hoogte van ongeveer 5800-6000 meter. Slechts een paar toppen bereiken een hoogte tussen de 6.500 en 7.200 meter. In het noorden liggen relatief vlakke steppes. Het gebied heeft een woestijnachtig landschap en klimaat.
De sneeuwgrens ligt op ongeveer 6000 meter. Het klimaat wordt gekenmerkt door zeer koude winters en relatief warme zomers. De moesson heeft nauwelijks invloed, omdat de Transhimalaya in de regenschaduw van de Grote Himalaya ligt. De gemiddelde hoeveelheid neerslag is ongeveer 400 mm per jaar.

## Overzicht
De westelijke Transhimalaya wordt de Gangdisê genoemd. Het hoogste punt is de Ningchin Kangsha met een hoogte van 7223 meter. De bekendste en meest kenmerkende top is de heilige berg Kailash (Kangrinboqe), die voor zowel hindoes, boeddhisten als aanhangers van het böngeloof heilig is. Deze berg is 6714 meter hoog.
De Nyainqêntanglha vormt het oostelijkste deel van de Transhimalaya. Deze bergketen grenst in het oosten direct aan het Hengduanmassief. Het hoogste punt, tevens naamgever voor de ganse bergketen, is 7162 meter en ligt ten noorden van Lhasa en het meer Namtso.